# Silene nocteolens
Silene nocteolens är en nejlikväxtart som beskrevs av Philip Barker Webb och Berth. Silene nocteolens ingår i släktet glimmar, och familjen nejlikväxter. Inga underarter finns listade i Catalogue of Life.